# X (álbum de Ed Sheeran)
x (pronuncia-se [ˈmʌl təˌplaɪ]) é o segundo álbum de estúdio do cantor e compositor inglês Ed Sheeran, lançado em 20 de junho de 2014 na Austrália e na Nova Zelândia e 23 de junho de 2014 no mundo todo pela Asylum Records e Atlantic Records.
O álbum recebeu críticas positivas dos críticos de música. Foi um sucesso internacional na sua primeira semana de vendas, chegando ao número um em doze países, atingindo o topo tanto no UK Albums Chart quanto na Billboard 200, e alcançando o top 5 em onze outros países. Cinco singles foram lançados do álbum, "Sing", "Don't", "Thinking Out Loud", "Bloodstream" e "Photograph". O primeiro, "Sing", foi um grande sucesso internacional e se tornou o primeiro single número um de Sheeran no Reino Unido, e o segundo a entrar no top 20 da Billboard Hot 100 (atingindo o número 13). O segundo single do álbum, "Don't", também foi um sucesso mundial, atingindo o número 8 no Reino Unido, e tornou-se também o primeiro pico de Sheeran no top 10 da Hot 100, atingindo o número 9. "Thinking Out Loud" teve lentamente sua notoriedade, sendo o segundo single número 1 de Sheeran no Reino Unido, depois de passar 19 semanas da tabela musical. Também tornou-se o maior pico de Sheeran na tabela dos Estados Unidos, atingindo o número dois. A remistura de "Bloodstream", com a participação de Rudimental, atingiu o número 2 no Reino Unido, se tornando o quarto single do disco a entrar no Top 10 do país natal de Sheeran. "Photograph" foi lançada como quinto single e atingiu o número 10 na Austrália e Nova Zelândia.
Em dezembro de 2014, Spotify nomeou x o álbum mais transmitido no mundo para 2014, acumulando mais de 430 milhões de streams para o ano. O disco foi nomeado como o mais vendido no Reino Unido com 1.7 milhões de cópias. Em fevereiro de 2015, o disco vendeu mais de 5.8 milhões de cópias no mundo todo. Para os Grammy Awards de 2015, x foi nomeado para Melhor Álbum Vocal Pop e Álbum do Ano.

## Precedentes
Em um vídeo de bastidores de turnê, foi revelado que Sheeran estava trabalhando com os produtores Rick Rubin e Pharrell Williams, no qual mais tarde confirmou que estava contribuindo para o álbum. O álbum foi previsto para lançamento em 17 de fevereiro de 2014, mas Sheeran teve "a oportunidade de trabalhar com Rick Rubin, durante dois meses, o que [ele] não ia dizer não para", o que levou a um atraso. Tendo escrito "centenas" de músicas, Sheeran entrou no estúdio com Rubin e eles selecionaram algumas, até as 15 novas canções que apresentam no álbum, excluindo "I See Fire", que foi gravada separadamente e lançada para a trilha sonora de The Hobbit: The Desolation of Smaug. Sheeran afirmou que ele "começou a fazer um novo disco acústico, que se transformou em um registro de neo-soul-funk", devido à influência de trabalhar com produtores como Rubin e Benny Blanco que "puxou [ele] de [sua] zona de conforto." Jake Gosling, que co-escreveu e produziu a maioria do álbum de estreia de Sheeran, não tem créditos de escrita deste álbum, enquanto os novos colaboradores incluem Gary Lightbody do Snow Patrol e o ato de música dance britânico Rudimental.

## Reconhecimentos
| Publicação          | Posição | Lista                         |
| ------------------- | ------- | ----------------------------- |
| Billboard           | 5       | Os 10 melhores álbuns de 2014 |
| Digital Spy         | 5       | Melhores álbuns de 2014       |
| The Daily Telegraph | 1       | Melhores 50 álbuns de 2014    |

## Lista de faixas
| N.º | Título              | Compositor(es)                                 | Produtor(es)                  | Duração |  |
| 1.  | "One"               | Ed Sheeran                                     | Jake Gosling                  | 4:13    |  |
| 2.  | "I'm a Mess"        | Ed Sheeran                                     | Gosling                       | 4:06    |  |
| 3.  | "Sing"              | Ed Sheeran, Pharrell Williams                  | Williams                      | 3:55    |  |
| 4.  | "Don't"             | Ed Sheeran, Benjamin Levin                     | Rick Rubin, Benny Blanco      | 3:39    |  |
| 5.  | "Nina"              | Ed Sheeran, Johnny McDaid                      | Gosling                       | 3:43    |  |
| 6.  | "Photograph"        | Ed Sheeran, McDaid                             | Jeff Bhasker, Emile Haynie[a] | 4:17    |  |
| 7.  | "Bloodstream"       | Ed Sheeran, McDaid, Gary Lightbody, Rudimental | Rubin                         | 4:59    |  |
| 8.  | "Tenerife Sea"      | Ed Sheeran, McDaid, Foy Vance                  | Rubin                         | 4:00    |  |
| 9.  | "Runaway"           | Ed Sheeran, Williams                           | Williams                      | 3:26    |  |
| 10. | "The Man"           | Ed Sheeran                                     | Gosling                       | 4:09    |  |
| 11. | "Thinking Out Loud" | Ed Sheeran, Amy Wadge                          | Gosling                       | 4:40    |  |
| 12. | "Afire Love"        | Ed Sheeran, McDaid, Vance                      | McDaid                        | 4:58    |  |

| Faixas bônus da edição deluxe |                              |                           |              |         |  |
| N.º                           | Título                       | Compositor(es)            | Produtor(esO | Duração |  |
| 13.                           | "Take It Back"               | Johnny McDaid, Ed Sheeran | Rubin        | 3:28    |  |
| 14.                           | "Shirtsleeves"               | Ed Sheeran                | Gosling      | 3:09    |  |
| 15.                           | "Even My Dad Does Sometimes" | Ed Sheeran, Wadge         | Gosling      | 3:48    |  |
| 16.                           | "I See Fire"                 | Ed Sheeran                | Sheeran      | 4:57    |  |

| Faixa bônus da edição deluxe física |                    |                    |         |  |
| N.º                                 | Título             | Compositor(es)     | Duração |  |
| 17.                                 | "All of the Stars" | Ed Sheeran, McDaid | 3:55    |  |

Notas
- ↑[a]  significa um produtor adicional.
- "Don't" incorpora elementos de "Don't Mess with My Man", escrita por Raphael Saadiq, Dawn Robinson, Ali Shaheed Muhammad, e Conesha Owens e performado por Lucy Pearl.
- "Nina" contém amostras de "Welcome to My World" de Wretch 32, escrita por Jermaine Scott, Isra Andja-Diumi Lohata, e Jay Lee Robert Hippolyte.
- "Afire Love" contém elementos de "Remembering Jenny", composta por Christophe Beck para a trilha sonora de Buffy the Vampire Slayer.